# Herceghalom
Herceghalom je vas na Madžarskem, ki upravno spada pod podregijo Budaörsi Županije Pešta.